# 1. Fußball-Club Saarbrücken 1997-1998
Questa voce raccoglie le informazioni riguardanti il 1. Fußball-Club Saarbrücken nelle competizioni ufficiali della stagione 1997-1998.

## Stagione
Nella stagione 1997-1998 il Saarbrücken, allenato da Dirk Karkuth, concluse il campionato di Regionalliga ovest-sudovest al 4º posto. In Coppa di Germania il Saarbrücken fu eliminato al secondo turno dal Kaiserslautern.

## Rosa
| N. |                        | Ruolo | Calciatore           |
| -- | ---------------------- | ----- | -------------------- |
| 8  | Nigeria (bandiera)     | A     | Sambo Choji          |
| 12 | Germania (bandiera)    | P     | Harald Ebertz        |
| 26 | Nigeria (bandiera)     | C     | Stephen Musa         |
|    | Germania (bandiera)    | P     | Denis Gilgemann      |
|    | Germania (bandiera)    | P     | Georg Müller         |
|    | Germania (bandiera)    | D     | Peter Eiden          |
|    | Germania (bandiera)    | D     | Patrick Klyk         |
|    | Germania (bandiera)    | D     | Patrick Neumann      |
|    | Germania (bandiera)    | D     | Matthias Sellmann    |
|    | Germania (bandiera)    | D     | Joachim Trautmann    |
|    | Francia (bandiera)     | C     | Patrick Amrane       |
|    | Stati Uniti (bandiera) | C     | Dario Brose          |
|    | Argentina (bandiera)   | C     | Juan Carlos Corvalan |
|    | Francia (bandiera)     | C     | Charles Haffner      |

| N. |                       | Ruolo | Calciatore           |
| -- | --------------------- | ----- | -------------------- |
|    | Germania (bandiera)   | C     | Alexander Leibrock   |
|    | Finlandia (bandiera)  | C     | Janne Lindberg       |
|    | Germania (bandiera)   | C     | Jürgen Luginger      |
|    | Germania (bandiera)   | C     | Mario Nickeleit      |
|    | Ghana (bandiera)      | C     | Yaw Ohemeng          |
|    | Portogallo (bandiera) | C     | Paolo da Palma       |
|    | Germania (bandiera)   | C     | Kai-Uwe Schnell      |
|    | Francia (bandiera)    | C     | Jean-Philippe Séchet |
|    | Austria (bandiera)    | C     | Franz Weber          |
|    | Germania (bandiera)   | A     | Angelo Donato        |
|    | Germania (bandiera)   | A     | Michael Petri        |
|    | Germania (bandiera)   | A     | Markus Wuckel        |
|    | Slovenia (bandiera)   | A     | Branko Zibert        |

## Organigramma societario
Area tecnica
- Allenatore: Dirk Karkuth
- Allenatore in seconda:
- Preparatore dei portieri:
- Preparatori atletici:
- Analisi video:

## Calciomercato

### Sessione estiva
| Acquisti | Acquisti             | Acquisti          | Acquisti |
| R.       | Nome                 | da                | Modalità |
| -------- | -------------------- | ----------------- | -------- |
| C        | Janne Lindberg       | Greenock Morton   |          |
| C        | Jürgen Luginger      | Waldhof Mannheim  |          |
| C        | Jean-Philippe Séchet | Nancy             |          |
| D        | Matthias Sellmann    | Preußen Münster   |          |
| C        | Franz Weber          | Kottingbrunn      |          |
| A        | Markus Wuckel        | Lokomotive Lipsia |          |

| Cessioni | Cessioni       | Cessioni             | Cessioni |
| R.       | Nome           | a                    | Modalità |
| -------- | -------------- | -------------------- | -------- |
| C        | Andreas Abel   | Saarbrücken II       |          |
| A        | Adriano        | RW Oberhausen        |          |
| A        | Melori Bigvava | Borussia Neunkirchen |          |
| D        | Frank Deville  | Mettlach             |          |
| C        | Jürgen Kramny  | Magonza              |          |

## Risultati

### Regionalliga ovest-sudovest

#### Girone di andata
| Arbitro: | Werthmann |

|  |           |                     |
|  | Marcatori | 1’ Zibert 11’ Brose |

| Arbitro: | Thiemer |

|  |           |                   |
|  | Marcatori | 56’ Weiszenbacher |

| Arbitro: | Kestermann |

|                     |           |          |
| Klein 20’ Cyroń 85’ | Marcatori | 64’ Musa |

| Arbitro: | Orde |

|           |           |                                     |
| Choji 83’ | Marcatori | 2’ Diane 24’ (rig.) Azima 71’ Susic |

| Arbitro: | Friedrichs |

|              |           |              |
| Breitzke 71’ | Marcatori | 38’ Lindberg |

| Arbitro: | Merk |

|                       |           |                   |
| Zibert 26’ Donato 90’ | Marcatori | 35’ (rig.) Jonjić |

| Arbitro: | Kynast |

|                         |           |            |
| Gerov 14’ Enge 67’, 85’ | Marcatori | 41’ Donato |

| Arbitro: | Aust |

|                                      |           |            |
| Corvalan 13’ Zibert 56’ Luginger 83’ | Marcatori | 24’ Peters |

| Arbitro: | Plettenberg |

|  |           |                           |
|  | Marcatori | 61’ Brose 70’, 87’ Zibert |

| Arbitro: | Hermsdorf |

|                                            |           |  |
| Zibert 6’ (rig.), 56’ Brose 16’ Donato 52’ | Marcatori |  |

| Arbitro: | Müller |

|                                                   |           |  |
| Lipinski 26’ (rig.) Rus 68’ Weber 84’ Adriano 90’ | Marcatori |  |

| Arbitro: | Sahler |

|  |           |                           |
|  | Marcatori | 14’, 36’ Vossen 90’ Sofic |

| Arbitro: | Schütz |

|            |           |             |
| Séchet 33’ | Marcatori | 40’ Neumann |

| Arbitro: | Hülsenbeck |

|                            |           |           |
| N'Diaye 27’, 41’ Palic 90’ | Marcatori | 60’ Brose |

| Arbitro: | Schneider |

|                      |           |  |
| Choji 11’ Zibert 78’ | Marcatori |  |

| Arbitro: | Kuhl |

|  |           |                                |
|  | Marcatori | 12’ Zibert 76’ Choji 79’ Brose |

| Arbitro: | Weiss |

|                      |           |               |
| Zibert 46’, 63’, 70’ | Marcatori | 64’ Antwerpen |

#### Girone di ritorno
| Arbitro: | Diergarten |

|                                              |           |  |
| Brose 8’ Choji 33’, 76’, 78’ Zibert 37’, 42’ | Marcatori |  |

| Arbitro: | Kortholt |

|                   |           |                             |
| Czakon 66’ (rig.) | Marcatori | 13’ Choji 84’ (rig.) Zibert |

| Arbitro: | Sahler |

|                                   |           |           |
| Zibert 5’ Choji 25’, 72’ Musa 68’ | Marcatori | 45’ Cyroń |

| Arbitro: | Jansen |

|             |           |            |
| Mouyémé 88’ | Marcatori | 69’ Séchet |

| Arbitro: | Scheppe |

|            |           |  |
| Donato 14’ | Marcatori |  |

| Arbitro: | Buchkremer |

|                        |           |  |
| Klein 20’ Scherzer 44’ | Marcatori |  |

| Arbitro: | Dardenne |

|            |           |  |
| Séchet 80’ | Marcatori |  |

| Arbitro: | Hotop |

|                         |           |            |
| Karp 50’ Vergeychik 53’ | Marcatori | 61’ Wuckel |

| Arbitro: | Kynast |

|                                     |           |  |
| Donato 8’ Palma 20’ Wuckel 45’, 63’ | Marcatori |  |

| Arbitro: | Milic |

|          |           |                           |
| Paul 21’ | Marcatori | 46’, 87’ Brose 82’ Séchet |

| Arbitro: | Gettke |

|           |           |           |
| Palma 78’ | Marcatori | 89’ Beyel |

| Arbitro: | Hecker |

|             |           |               |
| Podszus 26’ | Marcatori | 71’ Trautmann |

| Arbitro: | Berg |

|          |           |                                    |
| Graf 39’ | Marcatori | 14’ Musa 21’, 90’ Zibert 45’ Brose |

| Arbitro: | Schäfer |

|                                                                  |           |               |
| Choji 13’, 20’ Zibert 22’, 51’ Donato 66’ Nickeleit 74’ Musa 84’ | Marcatori | 72’ Heinzmann |

| Arbitro: | Weber |

|                                                |           |                     |
| Janssen 14’ Nöllgen 44’ Heilmann 47’ Simon 90’ | Marcatori | 2’ Donato 88’ Choji |

| Arbitro: | Thiemer |

|                                     |           |                       |
| Choji 25’, 73’ Brose 27’ Wuckel 51’ | Marcatori | 15’ Schmidt 68’ Imort |

| Arbitro: | Webers |

|            |           |  |
| Ridder 41’ | Marcatori |  |

### Coppa di Germania
| Arbitro: | Salver |

|            |           |  |
| Zibert 74’ | Marcatori |  |

| Arbitro: | Weber |

|  |           |                                                       |
|  | Marcatori | 2’ Marschall 7’ (aut.) Trautmann 52’ Reich 61’ Rische |

## Statistiche

### Statistiche di squadra
| Competizione                | Punti | In casa | In casa | In casa | In casa | In casa | In casa | In trasferta | In trasferta | In trasferta | In trasferta | In trasferta | In trasferta | Totale | Totale | Totale | Totale | Totale | Totale | DR  |
| Competizione                | Punti | G       | V       | N       | P       | Gf      | Gs      | G            | V            | N            | P            | Gf           | Gs           | G      | V      | N      | P      | Gf     | Gs     | DR  |
| --------------------------- | ----- | ------- | ------- | ------- | ------- | ------- | ------- | ------------ | ------------ | ------------ | ------------ | ------------ | ------------ | ------ | ------ | ------ | ------ | ------ | ------ | --- |
| Regionalliga ovest-sudovest | 59    | 17      | 12      | 2       | 3       | 44      | 16      | 17           | 6            | 3            | 8            | 26           | 27           | 34     | 18     | 5      | 11     | 70     | 43     | +27 |
| Coppa di Germania           | -     | 2       | 1       | 0       | 1       | 1       | 4       | 0            | 0            | 0            | 0            | 0            | 0            | 2      | 1      | 0      | 1      | 1      | 4      | -3  |
| Totale                      | 59    | 19      | 13      | 2       | 4       | 45      | 20      | 17           | 6            | 3            | 8            | 26           | 27           | 36     | 19     | 5      | 12     | 71     | 47     | +24 |

### Andamento in campionato
| Giornata  | 1 | 2 | 3  | 4  | 5  | 6  | 7  | 8  | 9 | 10 | 11 | 12 | 13 | 14 | 15 | 16 | 17 | 18 | 19 | 20 | 21 | 22 | 23 | 24 | 25 | 26 | 27 | 28 | 29 | 30 | 31 | 32 | 33 | 34 |
| --------- | - | - | -- | -- | -- | -- | -- | -- | - | -- | -- | -- | -- | -- | -- | -- | -- | -- | -- | -- | -- | -- | -- | -- | -- | -- | -- | -- | -- | -- | -- | -- | -- | -- |
| Luogo     | T | C | T  | C  | T  | C  | T  | C  | T | C  | T  | C  | C  | T  | C  | T  | C  | C  | T  | C  | T  | C  | T  | C  | T  | C  | T  | C  | T  | T  | C  | T  | C  | T  |
| Risultato | V | P | P  | P  | N  | V  | P  | V  | V | V  | P  | P  | N  | P  | V  | V  | V  | V  | V  | V  | N  | V  | P  | V  | P  | V  | V  | N  | N  | V  | V  | P  | V  | P  |
| Posizione | 3 | 8 | 12 | 14 | 14 | 12 | 12 | 11 | 8 | 7  | 7  | 9  | 9  | 11 | 8  | 7  | 6  | 5  | 5  | 4  | 5  | 5  | 6  | 5  | 6  | 5  | 4  | 5  | 5  | 4  | 3  | 4  | 3  | 4  |

Legenda:

Luogo: C = Casa; T = Trasferta. Risultato: V = Vittoria; N = Pareggio; P = Sconfitta.

### Statistiche dei giocatori
| Giocatore    | Regionalliga West/Südwest (1994-2000) | Regionalliga West/Südwest (1994-2000) | Regionalliga West/Südwest (1994-2000) | Regionalliga West/Südwest (1994-2000) | Coppa di Germania | Coppa di Germania | Coppa di Germania | Coppa di Germania | Totale   | Totale | Totale      | Totale     |
| Giocatore    | Presenze                              | Reti                                  | Ammonizioni                           | Espulsioni                            | Presenze          | Reti              | Ammonizioni       | Espulsioni        | Presenze | Reti   | Ammonizioni | Espulsioni |
| ------------ | ------------------------------------- | ------------------------------------- | ------------------------------------- | ------------------------------------- | ----------------- | ----------------- | ----------------- | ----------------- | -------- | ------ | ----------- | ---------- |
| P. Amrane    | 7                                     | 0                                     | 1                                     | 0                                     | 0                 | 0                 | 0                 | 0                 | 7        | 0      | 1           | 0          |
| D. Brose     | 30                                    | 10                                    | 4                                     | 0                                     | 2                 | 0                 | 0                 | 0                 | 32       | 10     | 4           | 0          |
| S. Choji     | 31                                    | 14                                    | 1                                     | 0                                     | 2                 | 0                 | 0                 | 0                 | 33       | 14     | 1           | 0          |
| J. Corvalan  | 13                                    | 1                                     | 2                                     | 0                                     | 2                 | 0                 | 0                 | 0                 | 15       | 1      | 2           | 0          |
| A. Donato    | 24                                    | 7                                     | 1                                     | 0                                     | 1                 | 0                 | 0                 | 0                 | 25       | 7      | 1           | 0          |
| H. Ebertz    | 34                                    | 0                                     | 4                                     | 0                                     | 2                 | 0                 | 0                 | 0                 | 36       | 0      | 4           | 0          |
| P. Eiden     | 15                                    | 0                                     | 1                                     | 1                                     | 2                 | 0                 | 0                 | 0                 | 17       | 0      | 1           | 1          |
| D. Gilgemann | 0                                     | 0                                     | 0                                     | 0                                     | 0                 | 0                 | 0                 | 0                 | 0        | 0      | 0           | 0          |
| C. Haffner   | 3                                     | 0                                     | 0                                     | 0                                     | 0                 | 0                 | 0                 | 0                 | 3        | 0      | 0           | 0          |
| P. Klyk      | 0                                     | 0                                     | 0                                     | 0                                     | 0                 | 0                 | 0                 | 0                 | 0        | 0      | 0           | 0          |
| A. Leibrock  | 1                                     | 0                                     | 0                                     | 0                                     | 0                 | 0                 | 0                 | 0                 | 1        | 0      | 0           | 0          |
| J. Lindberg  | 24                                    | 1                                     | 8                                     | 0                                     | 2                 | 0                 | 0                 | 0                 | 26       | 1      | 8           | 0          |
| J. Luginger  | 31                                    | 1                                     | 6                                     | 2                                     | 1                 | 0                 | 0                 | 0                 | 32       | 1      | 6           | 2          |
| S. Musa      | 33                                    | 4                                     | 3                                     | 0                                     | 2                 | 0                 | 1                 | 0                 | 35       | 4      | 4           | 0          |
| G. Müller    | 0                                     | 0                                     | 0                                     | 0                                     | 0                 | 0                 | 0                 | 0                 | 0        | 0      | 0           | 0          |
| P. Neumann   | 0                                     | 0                                     | 0                                     | 0                                     | 0                 | 0                 | 0                 | 0                 | 0        | 0      | 0           | 0          |
| M. Nickeleit | 19                                    | 1                                     | 1                                     | 0                                     | 2                 | 0                 | 0                 | 0                 | 21       | 1      | 1           | 0          |
| Y. Ohemeng   | 1                                     | 0                                     | 0                                     | 0                                     | 0                 | 0                 | 0                 | 0                 | 1        | 0      | 0           | 0          |
| P. Palma     | 21                                    | 2                                     | 8                                     | 1                                     | 0                 | 0                 | 0                 | 0                 | 21       | 2      | 8           | 1          |
| M. Petri     | 8                                     | 0                                     | 0                                     | 0                                     | 0                 | 0                 | 0                 | 0                 | 8        | 0      | 0           | 0          |
| K. Schnell   | 16                                    | 0                                     | 2                                     | 1                                     | 1                 | 0                 | 0                 | 0                 | 17       | 0      | 2           | 1          |
| M. Sellmann  | 19                                    | 0                                     | 3                                     | 1                                     | 2                 | 0                 | 1                 | 0                 | 21       | 0      | 4           | 1          |
| J. Séchet    | 31                                    | 4                                     | 5                                     | 0                                     | 1                 | 0                 | 1                 | 0                 | 32       | 4      | 6           | 0          |
| J. Trautmann | 28                                    | 1                                     | 4                                     | 1                                     | 1                 | 0                 | 0                 | 0                 | 29       | 1      | 4           | 1          |
| F. Weber     | 19                                    | 0                                     | 3                                     | 1                                     | 0                 | 0                 | 0                 | 0                 | 19       | 0      | 3           | 1          |
| M. Wuckel    | 23                                    | 4                                     | 2                                     | 0                                     | 1                 | 0                 | 0                 | 0                 | 24       | 4      | 2           | 0          |
| B. Zibert    | 29                                    | 20                                    | 8                                     | 1                                     | 2                 | 1                 | 0                 | 0                 | 31       | 21     | 8           | 1          |